# Tabanus wenzeli
Tabanus wenzeli är en tvåvingeart som beskrevs av Philip 1959. Tabanus wenzeli ingår i släktet Tabanus och familjen bromsar. Inga underarter finns listade i Catalogue of Life.